# Aquis basicinereoalba
Aquis basicinereoalba är en fjärilsart som beskrevs av Embrik Strand 1917. Aquis basicinereoalba ingår i släktet Aquis och familjen trågspinnare. Inga underarter finns listade i Catalogue of Life.